# La strada (soundtrack)

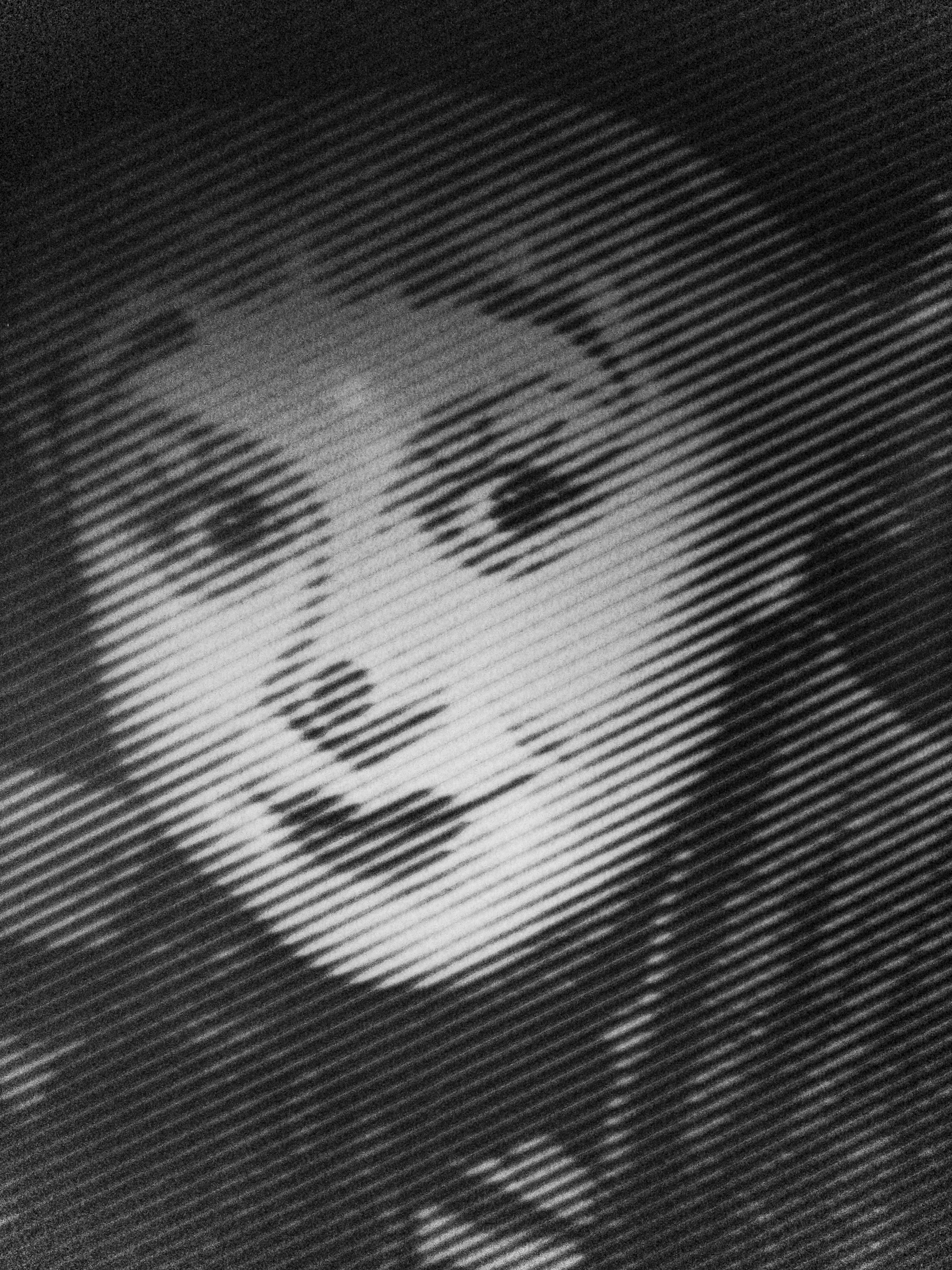
Actrice Giulietta Masina als het personage Gelsomina, verscheen ook op de albumhoes

La strada is de originele soundtrack, gecomponeerd door Nino Rota voor de film La strada uit 1954 van Federico Fellini. Het album werd uitgebracht in 1954 door Legend.

## Achtergrond
De partituur werd uitgevoerd door het Orchestra Sinfonica Romana onder leiding van Franco Ferrara. In 2019 werd het album uitgebracht op cd. Een uitgebreide editie werd uitgebracht in 2020 door Le Chant Du Monde.

## Tracklijst
Alle muziek en teksten zijn geschreven door Nino Rota. 
| 1.                 | Tema Della Strada                | 1:50 |
| 2.                 | Mi Ha Anche Dato 10.000 Lire…    | 1:09 |
| 3.                 | E Arrivato Zampanò!              | 1:33 |
| 4.                 | Gelsomina                        | 1:06 |
| 5.                 | La Trattoria                     | 4:14 |
| 6.                 | Solitudine di Gelsomina          | 1:44 |
| 7.                 | Il Pranzo di Nozze               | 1:05 |
| 8.                 | Il Bambino Malato                | 1:07 |
| 9.                 | Zampanò e la Vedova              | 1:47 |
| 10.                | Io Me Ne Vado!                   | 0:49 |
| 11.                | I Tre Suonatori – La Processione | 1:49 |
| 12.                | Il Matto Sul Filo                | 1:52 |
| 13.                | Il Circo Giraffa                 | 1:44 |
| 14.                | Gelsomina e Il Matto             | 1:56 |
| 15.                | Addio Del Matto                  | 1:08 |
| 16.                | Il Viaggio Continua              | 1:15 |
| 17.                | Partenza Dal Convento            | 0:41 |
| 18.                | Zampanò Abbandona Gelsomina      | 0:46 |
| 19.                | Zampanò Sulla Spiaggia – Finale  | 1:10 |
| Totale duur: 50:27 |                                  |      |

## Hitnoteringen

### NPO Klassiek Filmmuziek Top 200
| La strada in de NPO Klassiek Filmmuziek Top 200 | La strada in de NPO Klassiek Filmmuziek Top 200 | La strada in de NPO Klassiek Filmmuziek Top 200 | La strada in de NPO Klassiek Filmmuziek Top 200 |
| Jaar                                            | 2016                                            | 2024                                            | 2025                                            |
| ----------------------------------------------- | ----------------------------------------------- | ----------------------------------------------- | ----------------------------------------------- |
| Positie                                         | 33                                              | 180                                             | 193                                             |